# Arto Nilsson
Arto Nilsson (ur. 19 marca 1948 w Helsinkach, zm. 11 lipca 2019 tamże) – fiński bokser kategorii lekkopółśredniej, brązowy medalista letnich igrzysk olimpijskich w Meksyku.